# San Remigio (Antique)
San Remigio is een gemeente in de Filipijnse provincie Antique op het eiland Panay. Bij de laatste census in 2007 had de gemeente ruim 28 duizend inwoners.

## Geografie

### Bestuurlijke indeling
San Remigio is onderverdeeld in de volgende 45 barangays:
| - Agricula - Alegria - Aningalan - Atabay - Bagumbayan - Baladjay - Banbanan - Barangbang - Bawang - Bugo - Bulan-bulan - Cabiawan - Cabunga-an - Cadolonan - Carawisan I | - Carawisan II - Carmelo I - Carmelo II - General Fullon - General Luna - Orquia - Iguirindon - Insubuan - La Union - Lapak - Lumpatan - Magdalena - Maragubdub - Nagbangi I - Nagbangi II | - Nasuli - Osorio I - Osorio II - Panpanan I - Panpanan II - Poblacion - Ramon Magsaysay - Rizal - San Rafael - Sinundolan - Sumaray - Trinidad - Tubudan - Vilvar - Walker |

## Demografie
San Remigio had bij de census van 2007 een inwoneraantal van 28.401 mensen. Dit zijn 2.322 mensen (8,9%) meer dan bij de vorige census van 2000. De gemiddelde jaarlijkse groei komt daarmee uit op 1,18%, hetgeen lager is dan het landelijk jaarlijks gemiddelde over deze periode (2,04%).